# Melmerby (Richmondshire)
Melmerby – wieś w Anglii, w hrabstwie North Yorkshire, w dystrykcie (unitary authority) North Yorkshire. Leży 63 km na północny zachód od miasta York i 328 km na północ od Londynu.